# Уортон, Филипп, 1-й герцог Уортон
Филипп Уортон, 1-й герцог Уортон (англ. Philip Wharton, 1st Duke of Wharton) (Оксфорд, Англия, 21 декабря 1698 года — 31 мая 1731 года, Монастырь Поблет, Каталония) — великий мастер Первой великой ложи Англии (1722—1723), сторонник идей либертинизма, приверженец якобитов.

## Биография
Филипп Уортон был сыном Томаса «Честный Том» Уортона, члена партии вигов. Он получил прекрасное образование и был обучен чтобы стать великим оратором. После смерти своего отца, он унаследовал титул пэра Англии, как маркиз Уортон и Мальмсбери. Он также был маркизом Кетерлоу и пэром Ирландии. Он бежал из Англии с Мартой Холмс, дочерью генерал-майора Ричарда Холмса, и начал путешествовать. Обширными владениями его отца было поручено управление его матери и друзьям отца.
Он ездил во Францию и Швейцарию и встречался там со «Старым претендентом» — Джеймсом Фрэнсисом Эдуардом Стюартом, который дал ему титул герцога Нортумберлендского в 1716 году. Затем он отправился в Ирландию, где в возрасте 18 лет он вошёл в Палату ирландских лордов, как маркиз Кетерлоу. В 1718 году Королём Великобритании, Георгом I ему был пожалован титул герцога Уортона.
В 1719 году его жена родила сына по имени Томас, который умер во время эпидемии оспы на первом году жизни.

### В политике
Как якобит, Филипп Уортон высказывался в пользу Старого претендента по целому ряду религиозных и национальных вопросов. Он был уверен, что принципы его отца и партии вигов, были преданы своими же либералами Роберта Уолпола и новым монархом. Всё это нашло отражение в его речах, как блистательного оратора.
Уортон начал быстро накапливать долги, пока он не продал свои ирландские владения и не инвестировал деньги в «Южную морскую компанию». Когда эта компания обанкротилась, в 1720 году, он потерял значительную сумму в 120000 фунтов.
Он активно выступал против Роберта Уолпола в 1722 году, в частности, путём финансирования периодического издания «Правдивый британец».
В 1725 году, не в состоянии оплачивать свои долги, он покинул Британию.

### Последние годы жизни

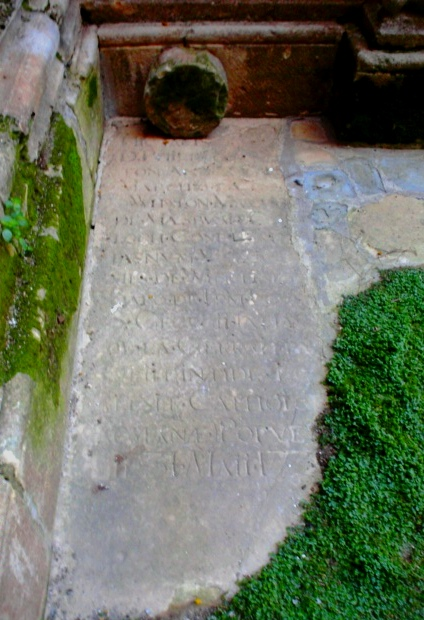
Надгробная плита на могиле Филиппа Уортона в монастыре Поблет.

Уортон покинул Великобританию фактически бегством с долгом более чем в 70 000 фунтов. Он был принят в 1725 году в качестве посла-самозванца в Священной Римской империи в Вене. Но австрийцам не понравились его манеры и привычки, и он присоединился к своему покровителю в Риме, где он получил из его рук орден Подвязки. Затем он уехал в Мадрид, где его жена умерла в 1726 году. Три месяца спустя, он женился на Марии Терезе О’Нил O’Бирн, на церемонии, которая превратилась в скандал.
Он продал свой титул, который ему даровал король Георг I и начал действовать против Англии на стороне якобитских сил в испанской армии. Он был ранен в Гибралтаре в 1727 году.
В 1728 году он опубликовал памфлет против «коррупции» вигов направленный против Уолпола, озаглавленный «Причины ухода из родной страны».
В 1730 году изгнан за пределы Мадрида после драки. После чего он разорвал отношения с якобитами и укрылся со своей второй женой в монастыре Поблет в Каталонии, где он и умер от последствий алкоголизма 31 мая 1731 года. Его вдова затем вернулась в Лондон, где сумела отстоять свои права в 1736 году, обеспечив себе комфортную жизнь.

### В масонстве
Член лондонской масонской ложи «King’s Arms». С 22 июня 1722 года по 24 июня 1723 года — шестой великий мастер Первой великой ложи Англии.
В 1724 году участвовал в создании Ордена «Гормогонов», целью создания которого являлось пародирование Великой ложи Лондона, с которой Уортон поссорился после того, как оставил пост великого мастера.
Он был инициатором создания первой ложи Испании: «French Arms» № 50, располагавшейся на улице Сан-Бернардо, в Мадриде. Ложа направила запрос о вхождении в состав Великой ложи Лондона, куда и была принята 17 апреля 1728 года.
В том же 1728 году, французские масоны решили признать Филиппа Уортона великим мастером масонов во Франции, во время его пребывания в Париже и Лионе с 1728 по 1729 годы. А якобитов Джеймса Гектора Маклина (1703−1750) и Чарльза Рэдклиффа (1693—1746), его преемниками. Его признание в качестве главы масонов Франции, до трансформации «Великой ложи Лондона» в «Великую ложу Англии» в 1738 году, по мнению некоторых историков, явилось отправной точкой для обретения независимости французского масонства от британского.